# Ошер, Стэнли
Стэнли Ошер (англ. Stanley Osher; род. 24 апреля 1942, Бруклин, Нью-Йорк) — американский математик, специалист по прикладной математике. Профессор Калифорнийского университета в Лос-Анджелесе вот уже более 40 лет, директор по специальным проектам Institute for Pure and Applied Mathematics, член Национальных Академии наук (2005) и Инженерной академии (2018) США. Один из наиболее цитируемых учёных в области математики и информатики в период с 2002 по 2012 год по версии Thomson Reuters. На его работы насчитывается более сотни тысяч цитирований.

## Биография
Окончил Бруклинский колледж (бакалавр, 1962). В Нью-Йоркском университете получил степени магистра (1964) и доктора философии (1966). В 1966—1968 годах ассоциат Брукхейвенской национальной лаборатории. В 1968—1970 годах ассистент-профессор Калифорнийского университета в Беркли. С 1970 году ассоциированный, в 1975—1977 годах профессор Университета штата Нью-Йорк в Стоуни-Брук. С 1977 года профессор Калифорнийского университета в Лос-Анджелесе. В последнем его исследованиям посвящались трёхдневные «Osher Fests» в 2002 и 2012 годах. Подготовил более полусотни PhD-студентов и ещё большее количество постдоков.
Член Американской академии искусств и наук (2009), фелло Общества промышленной и прикладной математики (2009) и Американского математического общества (2011).

## Награды и отличия
- Стипендия Фулбрайта (1971)
- Стипендия Слоуна (1972—1974)
- Стипендия Science and Engineering Research Council[англ.] (1982)
- Стипендия United States – Israel Binational Science Foundation[англ.] (1986)
- NASA Public Service Group Achievement Award (1992)
- Invited speaker at the International Congress of Mathematicians[англ.] (1994)
- ISI Highly Cited Researcher (2002)
- Computational Mechanics Award, Japan Society of Mechanical Engineers (2002)
- Pioneer Prize, International Council for Industrial and Applied Mathematics[англ.] (2003)
- Ralph E. Kleinman Prize, Общество промышленной и прикладной математики (2005)
- Computational and Applied Sciences Award, United States Association for Computational Mechanics (2007)
- Plenary speaker at the International Congress of Mathematicians[англ.] (2010)
- Лекция Джона фон Неймана, Общество промышленной и прикладной математики (2013)
- Премия Гаусса Международного математического союза и Немецкого математического общества (2014)
- Thomson Reuters Highly Cited Researcher (2015)[7]
- William Benter Prize in Applied Mathematics, Городской университет Гонконга (2016)[8]
- UNC Alfred T. Brauer Lecture (2016)

Почётный доктор французской ENS Cachan и Гонконгского баптистского университета (2009).